# طوخ، قنا
طوخ (به عربی: طوخ)، روستایی از توابع نقاده در استان قنا و کشور مصر است.

## جمعیت
براساس سرشماری سال ۲۰۰۶ مصر، جمعیت آن ۲۶۰۲۹ نفر(۱۲۳۷۲ مرد و  ۱۳۶۵۷ زن) بوده‌است.